# Krzysztof Herbst (socjolog)
Krzysztof Wiktor Herbst (ur. 1943) – polski socjolog i działacz społeczny, współzałożyciel Fundacji Inicjatyw Społeczno-Ekonomicznych.

## Życiorys
Z wykształcenia socjolog, uzyskał stopień naukowy doktora, specjalizując się w zakresie planowania przestrzennego i socjologii miasta. Pracował w Instytucie Geografii i Przestrzennego Zagospodarowania im. Stanisława Leszczyckiego Polskiej Akademii Nauk. Zawodowo zajął się przygotowywaniem programów rozwoju na poziomie lokalnym i regionalnym, a także aktywizacji społeczności lokalnych. Po przemianach politycznych pracował nad reformami administracji samorządowej.
Od początku lat 90. zaangażowany w działalność trzeciego sektora. Jest współzałożycielem różnych organizacji pozarządowych. W 1990 został jednym z czterech fundatorów Fundacji Inicjatyw Społeczno-Ekonomicznych. Udzielał się jako ekspert w programach TACIS, Phare, Banku Światowego czy OBWE. Pełnił funkcję koordynatora Zespołu ds. Społecznej Strategii Warszawy na lata 2009–2020.
W 2011 prezydent Bronisław Komorowski odznaczył go Krzyżem Oficerskim Orderu Odrodzenia Polski.
Mąż Ireny Herbst.